# Herguijuela del Campo
Herguijuela del Campo – gmina w Hiszpanii, w prowincji Salamanka, w Kastylii i León, o powierzchni 25,69 km². W 2011 roku gmina liczyła 103 mieszkańców.